# Gatien de Courtilz de Sandras
Gatien de Courtilz de Sandras (ur. 1644 w Montargis, zm. 8 maja 1712 w Paryżu) – francuski pisarz, autor fikcyjnych pamiętników D’Artagnana, na podstawie których Aleksander Dumas stworzył postać D’Artagnana, bohatera swoich powieści.

## Powieści
- Mémoires de M.L.C.D.R. (le comte de Rochefort), Cologne, Pierre Marteau, 1688
- Histoire de la guerre de Hollande (1672–1677), La Haye, 1689
- Mémoires de M. d’Artagnan, Cologne, P. Marteau, 1700
- Mémoires de madame la marquise de Fresne, Amsterdam, 1722